# Szlachcic polski (obraz Rembrandta)
Szlachcic polski (ang. A Polish Nobleman) – obraz olejny namalowany przez Rembrandta w roku 1637. Wystawiony w National Gallery of Art w Waszyngtonie, obraz Rembrandta może przedstawiać Andrzeja Reja, wnuka Mikołaja Reja (jednak nie wszyscy historycy sztuki zgadzają się z tą analizą; według niektórych obraz może przedstawiać nie szlachcica polskiego, a rosyjskiego bojara).
Andrzej Rey był starostą libuskim, działaczem kalwińskim oraz dyplomatą, który w 1637 przebywał z misją dyplomatyczną na dworach duńskim, holenderskim i angielskim.
Według niektórych historyków, postać na portrecie jest pokazana w pozie pełnej dostojeństwa, właściwej dyplomacie i szlachcicowi. Według innych jednak obraz może mieć elementy karykatury, przejaskrawiając pewne elementy (np. nakrycie głowy, wąsy).